# 329

329(삼백이십구)는 328보다 크고 330보다 작은 자연수다.

## 수학
- 합성수로, 그 약수는 1, 7, 47, 329다. 진약수의 합은 55이므로, 329는 부족수다.
  - 106번째 반소수다. 앞의 반소수는 327, 다음 반소수는 334다.
- {\displaystyle 329=107+109+113}
  - 연속하는 세 소수(素數)의 합으로 나타낼 수 있으며, 이 성질을 지닌 앞의 수는 319, 다음 수는 349다.
- {\displaystyle 48^{2}-1}은 329로 나누어떨어진다.

## 과학
- NGC 329(영어판): 고래자리 방향에 있는 나선은하.

## 교통

### 철도
- 수도권 전철 3호선 종로3가역의 역번호.
- 대구 도시철도 3호선 청라언덕역의 역번호.

### 도로
- 국도
  - 일본 329번 국도: 오키나와현 나고시에서 나하시까지 이어지는 일본의 국도.
  - 중국 329번 국도
- 기타 도로
  - 329번 지방도: 충청북도 음성군 금왕읍에서 경기도 이천시까지 이어지는 대한민국의 지방도.
  - 현도 제329호선

## 문화유산
- 대한민국의 국보 제329호: 공주 충청감영 측우기
- 대한민국의 보물 제329호: 부여 군수리 석조여래좌상
- 대한민국의 사적 제329호: 용인 서리 고려백자 요지

## 방송
- KT HCN의 RNA 채널 번호.

## 기타
- 날짜: 3월 29일
- 연도: 329년, 기원전 329년